# Canadian Championship 2008
Il Canadian Championship 2008 (noto per ragioni di sponsorizzazione come 2008 Nutrilite Canadian Championship in inglese e Championnat Canadien Nutrilite 2008 in francese) è stato la prima edizione del Canadian Championship.
Si è svolto tra maggio e luglio del 2008 ed è stato vinto dal Montréal Impact. Grazie a questo successo la squadra di Montréal ha ottenuto anche la qualificazione alla CONCACAF Champions League 2008-2009 come rappresentante del Canada.

## Risultati
| Arbitro: | P. Ward |

|  |           |           |
|  | Marcatori | 72’ Vélez |

| Arbitro: | S. Petrescu |

|                            |           |  |
| Jefferson 25’ Gjertsen 35’ | Marcatori |  |

| Arbitro: | D. Scali |

|  |           |                     |
|  | Marcatori | 30’ Brown 66’ Testo |

| Arbitro: | S. Depiero |

|  |           |                 |
|  | Marcatori | 37’ (rig.) Nash |

| Arbitro: | C.A. Chenard |

|                   |           |                      |
| Sebrango 43’, 87’ | Marcatori | 61’ Edu 75’ Ricketts |

| Arbitro: | S. Petrescu |

|              |           |           |
| Ricketts 15’ | Marcatori | 26’ Brown |

## Classifica
| Pos. | Squadra             | Pt | G | V | N | P | GF | GS | DR |
| ---- | ------------------- | -- | - | - | - | - | -- | -- | -- |
| 1.   | Montréal Impact     | 7  | 4 | 2 | 1 | 1 | 5  | 2  | +3 |
| 2.   | Toronto FC          | 5  | 4 | 1 | 2 | 1 | 4  | 4  | 0  |
| 3.   | Vancouver Whitecaps | 4  | 4 | 1 | 1 | 2 | 3  | 6  | -3 |

## Classifica marcatori
| Gol |  |  | Giocatore        | Squadra             |
| --- |  |  | ---------------- | ------------------- |
| 2   |  |  | Roberto Brown    | Montréal Impact     |
| 2   |  |  | Rohan Ricketts   | Toronto FC          |
| 2   |  |  | Eduardo Sebrango | Vancouver Whitecaps |
| 1   |  |  | Maurice Edu      | Toronto FC          |
| 1   |  |  | Joey Gjertsen    | Montréal Impact     |
| 1   |  |  | Jefferson        | Montréal Impact     |
| 1   |  |  | Martin Nash      | Vancouver Whitecaps |
| 1   |  |  | David Testo      | Montréal Impact     |
| 1   |  |  | Marco Vélez      | Toronto FC          |